# Carex litvinovii
Carex litvinovii är en halvgräsart som beskrevs av Georg Kükenthal. Carex litvinovii ingår i släktet starrar, och familjen halvgräs. Inga underarter finns listade i Catalogue of Life.